# 844

## Починали
- 25 януари – Григорий IV, римски папа